# Teglio
Teglio és un municipi situat al territori de la província de Sondrio, a la regió de la Llombardia, (Itàlia).
Teglio limita amb els municipis d'Aprica, Bianzone, Brusio, Castello dell'Acqua, Chiuro, Corteno Golgi, Paisco Loveno, Ponte in Valtellina, Schilpario, Valbondione, Villa di Tirano i Vilminore di Scalve.

## Galeria

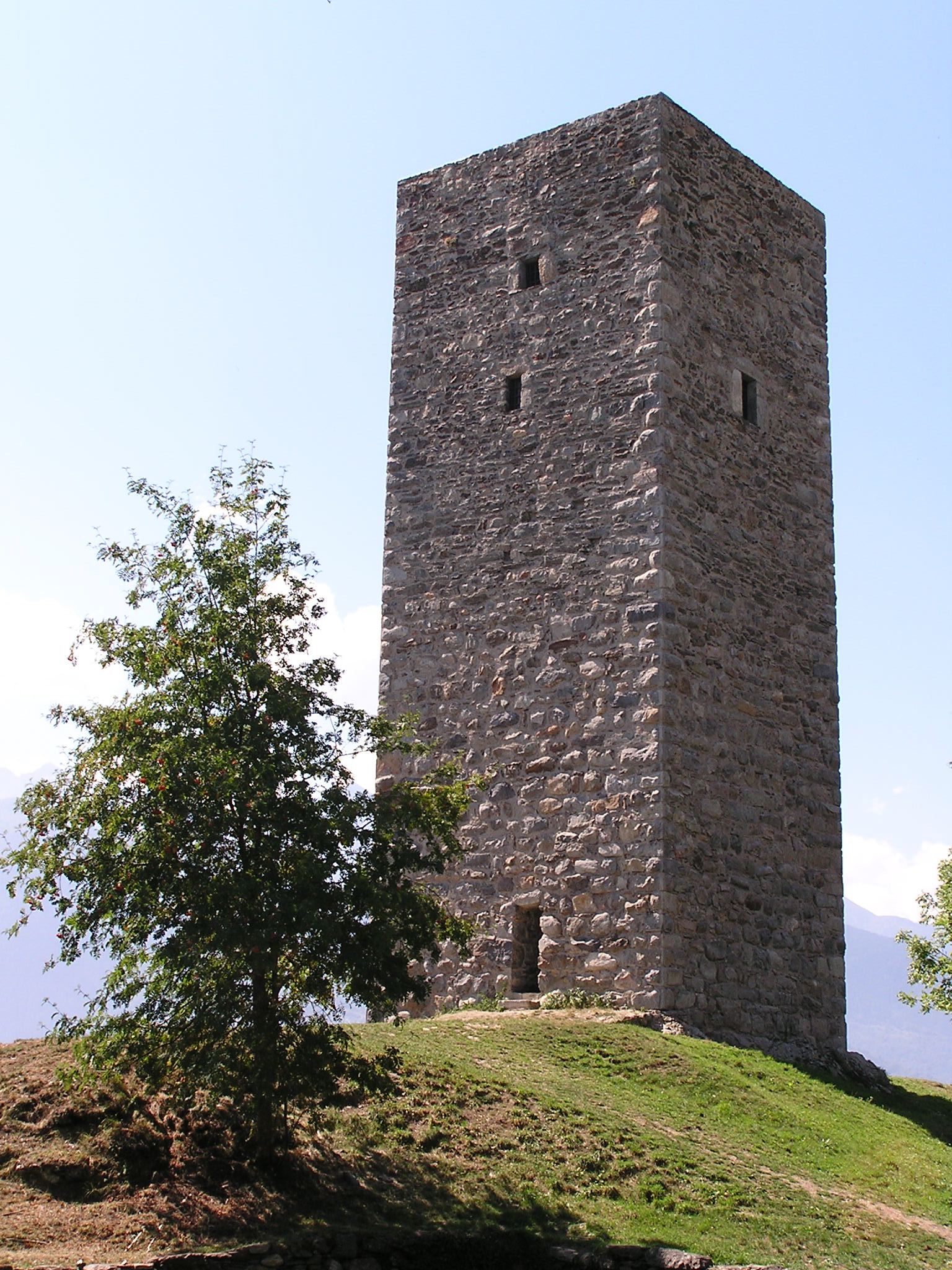
Torre Deli Beli Mirre.
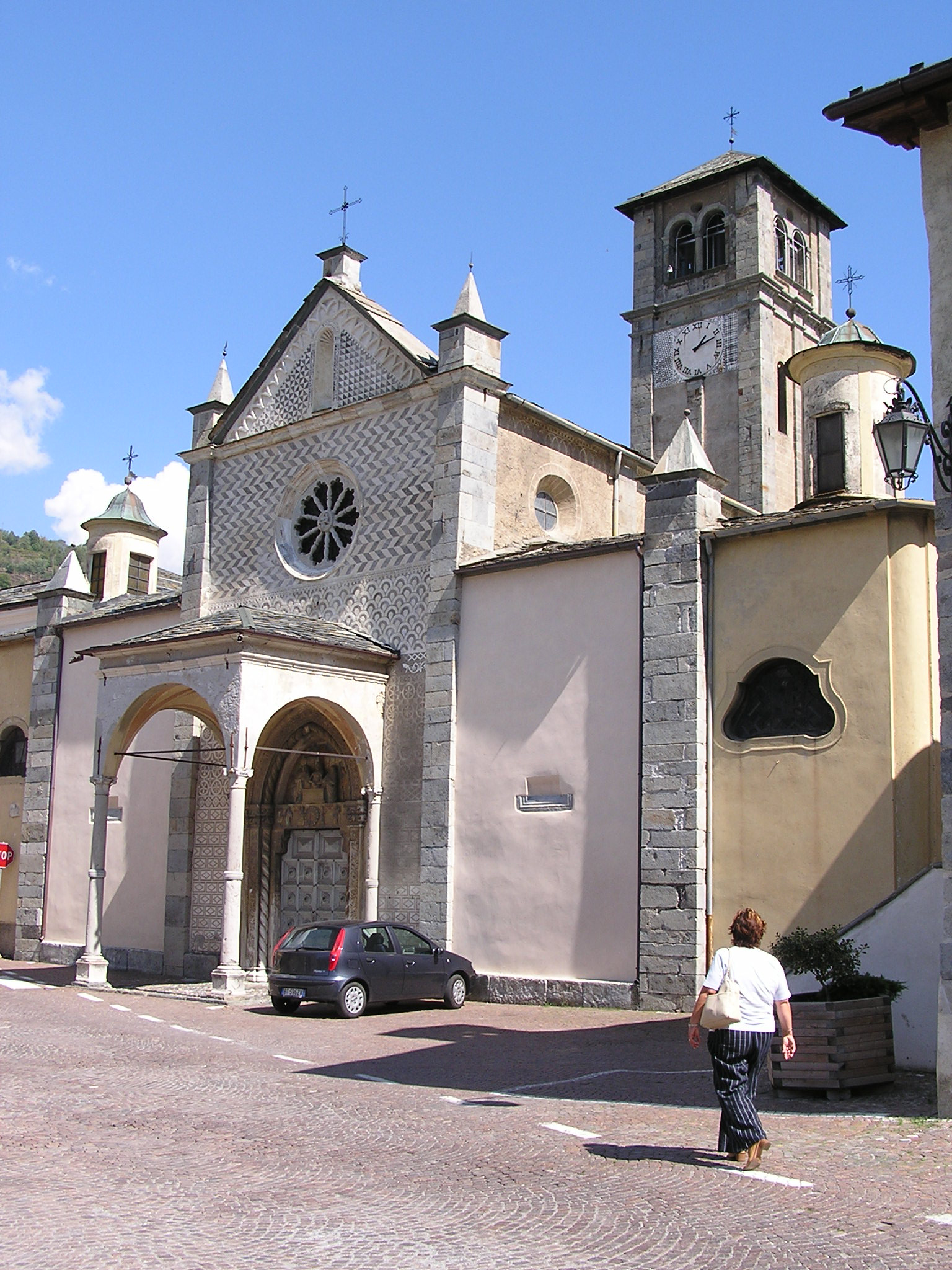
Església de Sta. Eufèmia
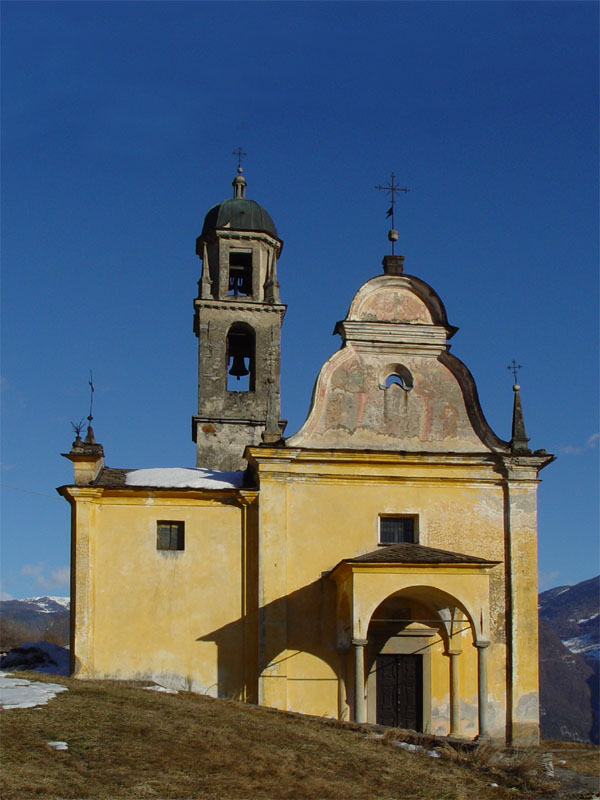
Església de S. Antoni
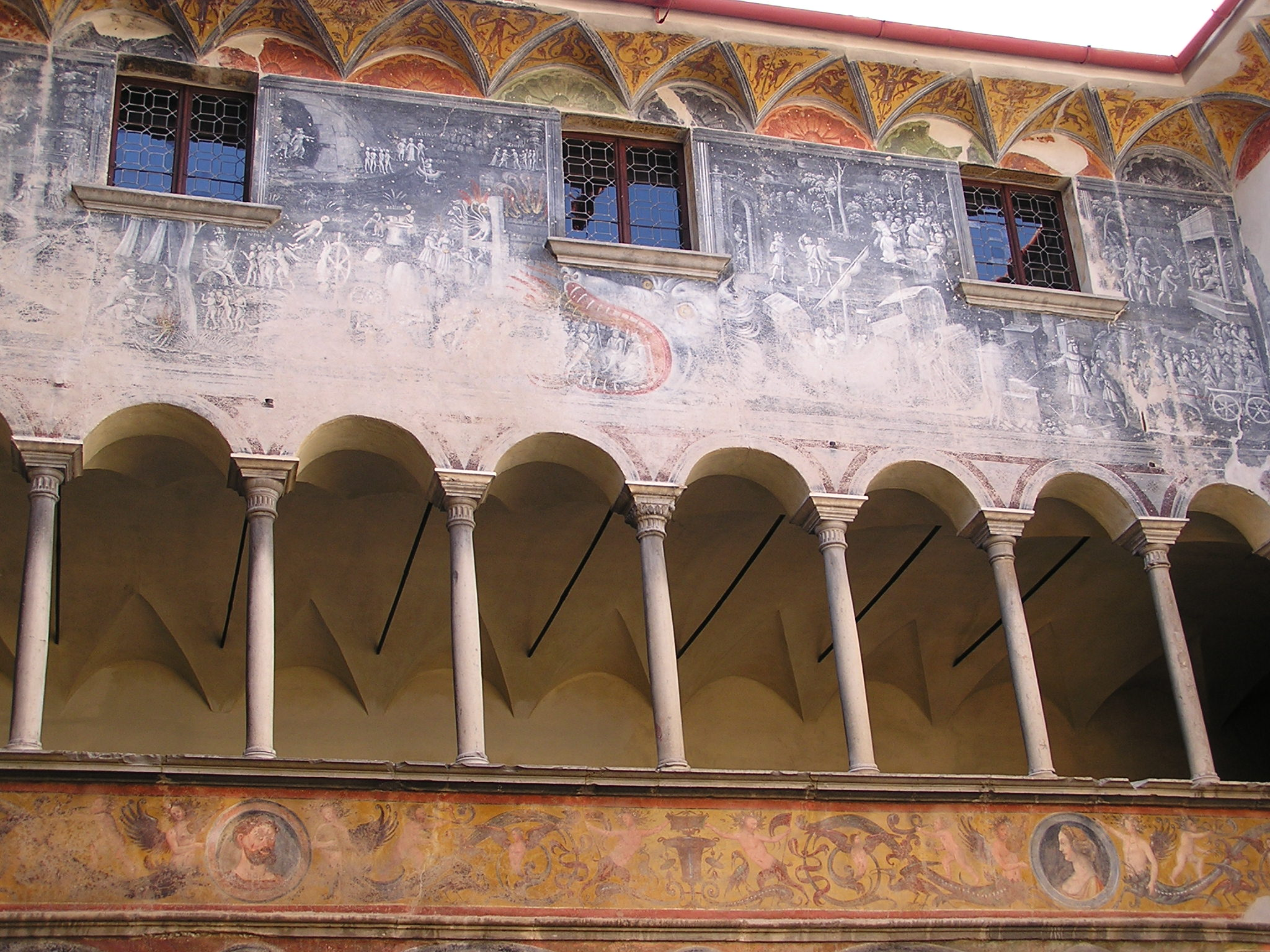
Fresc del Palazzo Besta